# Let's ドン・キホーテ
『Let's ドン・キホーテ』（レッツ ドン・キホーテ）は、一部テレビ朝日系列局や独立UHF局などで放送された名古屋テレビ製作のアウトドア・紀行番組。全534回。製作局の名古屋テレビでは1990年10月3日から2003年3月29日まで放送。

## 概要

### レギュラー放送時代
中本賢ほか出演者たちが「ドン・キホーテ隊」を結成し、山地・渓流・島などの自然と触れあえる場所で様々な遊びに挑戦していたアウトドアバラエティである。遊びの内容は渓流釣りやトレッキング、バイクツーリングやカブトムシ捕りなど野外での遊びが多かったが、回によってはソーセージ作りや手すき和紙作りなどに挑戦することもあった。
ロケは東海3県およびその周辺地域（滋賀県・福井県・静岡県・長野県など）で行われることが多かったが、稀に北海道や鹿児島県、果てはニュージーランドにまで足を伸ばすこともあった。基本的にはロケ1回につき放送1回分（30分）が割り当てられていたが、前述のような遠隔地でロケが行われた回や、間伐材を利用して花見小屋を作る回のような大掛かりになる回では30分ではとても放送しきれず、2週もしくは3週に分けて放送することがあった。また、半年に一度は「アウトドア総決算」と称した総集編を放送するのが恒例で、その際には野外でのロケを行わず、出演者全員がスタジオ入りしてそれまでの収録の模様を振り返っていた。
番組は途中、何回か放送時間を変えながらも12年半にわたって放送され続けた。また、当初は名古屋テレビのみで放送されていたが、長寿番組化するとともに徐々にネット局を増やしていった。放送期間中、この番組の関連書籍やビデオなどがいくつか発売された。神奈川県横浜市にある放送ライブラリーには、この番組の記録映像が21本保存されている。

### レギュラー放送終了後
レギュラー放送終了直後の2003年5月5日、名古屋テレビ（以降は「メ〜テレ」）で『Let's ドン・キホーテ SPECIAL』と題した関連特別番組が放送された。この特番では、前述の花見小屋が完成するまでの過程を収めたダイジェストVTRと、同年4月12日に中本たちが再度花見小屋を訪れた時の模様を収めたVTRが放送された。
また、それから9年後の2012年8月18日にも、メ〜テレ開局50周年特別番組として『Let's ドン・キホーテ 復活スペシャル』が放送された。この特番は、出演者・スタッフともにレギュラー放送当時と同じメンバーによる通算「535回目」のドン・キホーテという触れ込みで放送。収録は、レギュラー放送第1回目のロケ地である三重県度会郡南伊勢町で行われた。この復活スペシャルの放送に先駆け、同年8月13日深夜から5夜連続で『Let's ドン・キホーテ 傑作選スペシャル』が放送された。

## 放送時間
いずれもJST、名古屋テレビでの放送時間。

### 本放送
- 水曜 24:25 - 24:55 （1990年10月 - 1992年4月） - 深夜番組放送枠『あきさせナイト』水曜の番組として放送開始。
- 水曜 23:25 - 23:55 （1992年4月 - 1999年3月） - 『トゥナイト』との枠交換により、以後は60分繰り上げて放送。
- 土曜 22:55 - 23:25 （1999年4月 - 2001年9月） - 水曜24:58枠の『パパパパPUFFY』が水曜23:25枠で同時ネット化するのに伴い、放送曜日を変更。
- 土曜 12:00 - 12:30 （2001年10月 - 2003年3月） - 土曜23:00枠で『SmaSTATION!!』がスタートするのに伴い、昼の時間帯へ移動。

### 再放送
- 土曜 06:45 - 07:15 （1996年12月 - 1997年9月）
- 土曜 07:00 - 07:30 （1999年3月 - 2000年4月）
- 土曜 06:00 - 06:30 （2000年4月 - 2000年10月）
- 火曜 24:48 - 25:18 （期間不明）
- このほか、レギュラー放送終了後には傑作選『Let's ドン・キホーテ セレクション』を放送。

### Let's ドン・キホーテ SPECIAL
- 2003年5月5日（月曜） 9:55 - 10:50

### Let's ドン・キホーテ 傑作選スペシャル
- 2012年8月13日（月曜） - 8月15日（水曜） 25:25 - 26:25[3]
- 2012年8月16日（木曜） 24:50 - 25:50
- 2012年8月17日（金曜） 24:56 - 25:56

### Let's ドン・キホーテ 復活スペシャル
- 2012年8月18日（土曜） 15:00 - 16:00
- （再放送）2012年9月20日（木曜） 25:55 - 26:54

## 出演者
この番組の出演者たちは「ドン・キホーテ隊」と呼ばれていた。

### ドン・キホーテ隊
- 中本賢 - ドンキ隊の隊長。かつての芸名「アパッチけん」から本名へ戻したちょうどその時期にこの番組への出演が決まり、以来番組が終了するまで出演し続けた。
- 陣田耕二 - アウトドア用品店のオーナー。当初はテレビカメラの後ろで出演者たちにアドバイスをする役割を担っていたが、後に自身も出演するようになった。
- 松井秀（名古屋テレビアナウンサー） - 全期間にわたって出演。それだけに特別な思い入れがあるようで、その後も自身のブログでこの番組を話題に出すことがある。
- 福富幸恵 - 初代女性メンバー。
- 玉利祥子 - 2代目女性メンバー。女性メンバーの中では一番出演期間が長かった。
- 菱川いづみ - 3代目女性メンバー。釣りに関しては上達が異様に早く、スタッフからは「釣り名人」と呼ばれていた。

### ドン・キホーテ隊 Jr.
- 立松大和（当時名古屋テレビアナウンサー） - 2000年10月7日放送分から最終回まで出演。
- 船戸さやか - 2000年10月7日放送分から2001年4月14日放送分まで出演。

### ナレーター
- 松のちよみ - スタジオでの仕事がメインなのでドンキ隊と顔を合わせることは少なかったが、彼女も稀に番組イベントに参加することがあった。
- 日比野正裕 - 1995年に松のに替わって担当していた時期あり[4]。

## スタッフ

### レギュラー放送
- 技術協力 - アアクエイトテレビ、中日映画社
- アウトドアコーディネイト - Life Page、陣田耕二
- DIRECTOR - 山本尚志、川村真司、木庭民夫、野田実、城田達康、矢野文彦、友田勝也、海老名敏宏、百合草旨司
- PRODUCER - 野田実、海老名敏宏、横山敏紀
- 制作著作 - 名古屋テレビ

### Let's ドン・キホーテ SPECIAL
- 技術協力 - アアクエイトテレビ
- ディレクター - 野田実、外山進一、山本尚志、國井篤史、川村真司
- 演出 - 松日比直之
- プロデューサー - 海老名敏宏
- 制作著作 - メ〜テレ

### Let's ドン・キホーテ 復活スペシャル
- ディレクター - 山本尚志（パナ・エンタープライズ）、大野浩樹（名古屋テレビ映像）、野田実（岐阜支社）、城田達康（東部支社）
- プロデューサー&ディレクター - 海老名敏宏（ライツ推進部）
- プロデューサー - 神道俊浩（制作部）
- 制作著作 - メ〜テレ

## オープニングテーマ
- 勝利者～WINNER～（J-WALK）

## エンディングテーマ
- 許されざる愛（J-WALK）

## 放送局

### テレビ朝日系列局
- 名古屋テレビ
- 青森朝日放送 - 当初はレギュラー放送を行っていたが、後に不定期放送へ移行。
- 山形テレビ
- 福島放送
- 長野朝日放送
- 北陸朝日放送
- 瀬戸内海放送

### 系列外局
- とちぎテレビ
- 群馬テレビ
- テレビ埼玉
- KBS京都
- サンテレビ
- 高知放送

### CS放送
- Sky・A

## 関連メディア

### 書籍
- Let's ドン・キホーテ 自然はみんな感動地帯! （1993年12月、七賢出版、ISBN 978-4-88304-120-6）
- Let's ドン・キホーテ 2 自然はみんな感動地帯! （1994年4月、七賢出版、ISBN 978-4-88304-163-3）
- Let's ドン・キホーテ 3 自然はみんな感動地帯! （1995年7月、七賢出版、ISBN 978-4-88304-241-8）
- 野山のアソコ ドン・キホーテ流野遊びのススメ（1996年12月、七賢出版、ISBN 978-4-88304-312-5）
- 雑's ドン・キホーテ 野山の「雑」を極める（1999年11月、風媒社、ISBN 978-4-83310-080-9）

### VHSビデオ
- Let's DON QUIXOTE 1 ぐるっと伊勢湾 ドンキ流海遊び
- Let's DON QUIXOTE 2 春の鈴鹿山脈 ドンキ流山歩き編
- Let's DON QUIXOTE 3 とことん庄内川 ドンキ流川遊び編

### 音楽CD
- 口笛ふいて（陣田耕二とザ・ドンキーズ）
- サクラサク（陣田耕二とザ・ドンキーズ）